# Viking CL-415EAF

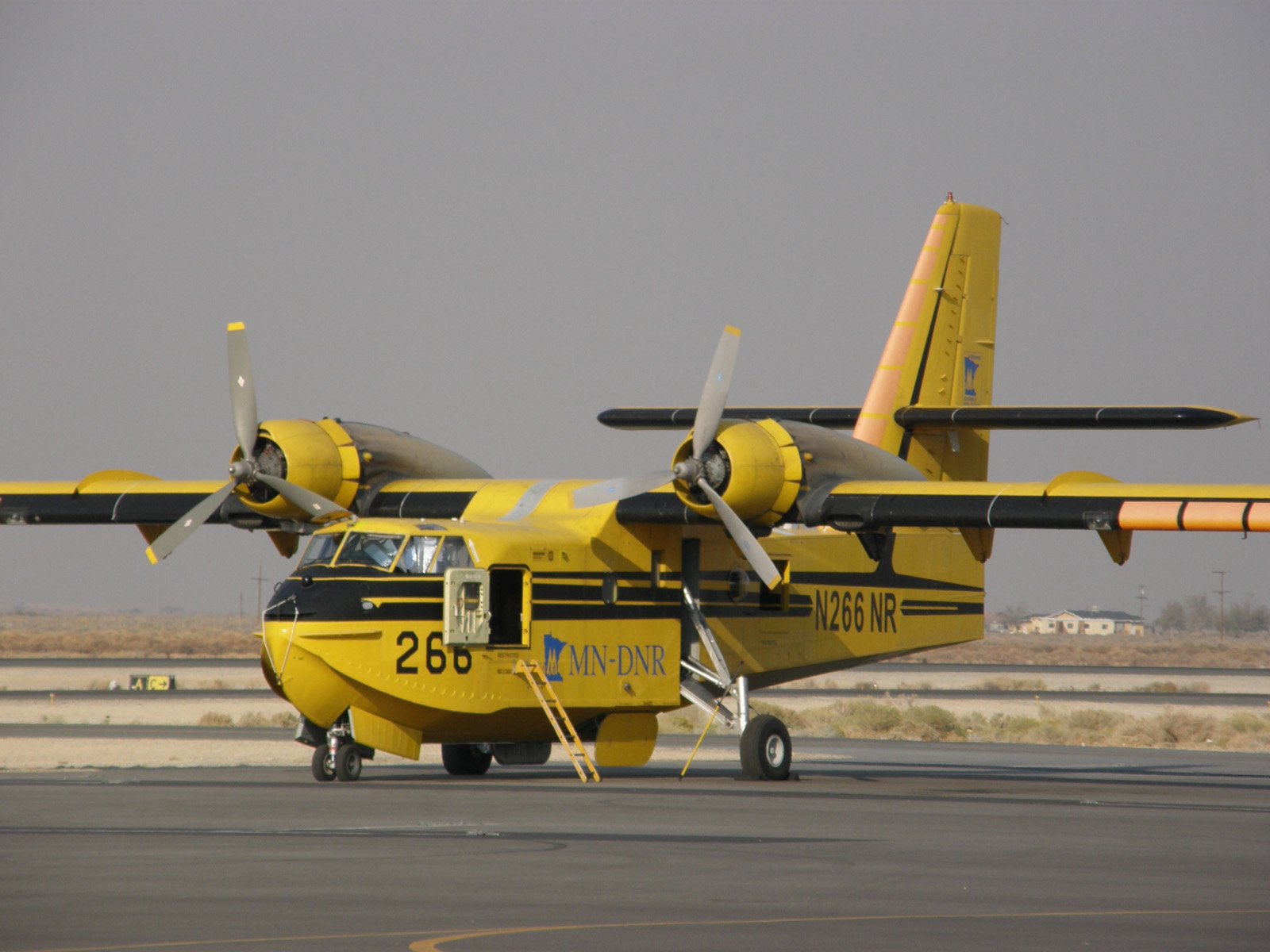
Canadair CL-215 nr. 1082, inköpt av Viking Air 2016 för konvertering till CL-415EAF

Viking CL-415EAF är en kanadensisktillverkad vattenbombare, som är en efterföljare till den 2015 produktionsnedlagda Bombardier 415 "Superscooper". 
Året efter Bombardier Aerospaces nedläggning av produktionslinjen för Bombardier 415 köpte Viking Air tillverkningsrättigheterna till detta amfibieflygplan och dess föregångare Canadair CL-215 i ursprunglig och i moderniserad version.
Viking Air inköpte därefter elva begagnade kolvmotordrivna CL-215 med låg slitagenivå för att modernisera dem genom att utnyttja själva flygkroppens kvalitet. Företagets affärsplan är att i samarbete med systerföretaget Longview Aviation Services (LAS) konvertera dem genom att bland annat förse dem ned nya turbopropmotorer av typ Pratt & Whitney samt helt nya elektroniska och andra system. Den livstidsförlängda versionen benämns CL-415 EAF ("Enhanced Aerial Firefighter") och är delvis baserad på ett tidigare lyckosamt genomfört konverteringsprogram för CL-215, av Canadair/Bombardier från 1989 - från 2010 av Cascade Aerospace, med 20 flygplan, med bland annat turbopropmotorer, till version CL-215T. Leverans av det första flygplanet planerades till 2020. De elva CL-215-planen som inköptes ägdes av Viking Airs systerföretag Longview Aviation Asset Management (LAAM). LAAM, LAS och Viking Airs moderbolag Longview Aviation Capital tecknade ett samarbetsavtal med Cascade Aerospace för kunskapsöverföring och viss tillverkning inom ramen för CL-415EAF-programmet.. Första kund att anskaffa CL-415EAF blev Bridger Aerospace Group I Montana i USA, som i maj 2018 tecknade avtal med LAS om att köpa upp till fem flygplan.
Vattenbombaren utvecklades ursprungligen av det Bombardier-ägda [gamla] Canadair i North Bay i Ontario i Kanada från 1966 med leveranser 1969–1990. Sammanlagt tillverkades 125 flygplan av den första modellen CL-215. Idag är sammanlagt 162 flygplan av de tre typerna 215, 215 T och 415 i tjänst, varav alla utom två som vattenbombare. 
Flygplanet kan med hjälp av en skopanordning per omgång ta in 6,1 ton söt- eller saltvatten från sjöar eller havsvikar och släppa ut det under överflygning på låg höjd, typiskt 30 meter, över en brandhärd. Vid påfyllning krävs en flygsträcka på 1 340 meter för att sänka planet från 15 meters höjd, ta in 6 137 liter vatten vid svepning i vattenytan under 12 sekunder på en 410 meter lång vattensträcka i 130 km/h och sedan åter stiga till 15 meters höjd. Alternativt kan det ta upp delvolymer i kortare svepningar.•

## Viking CL-515
Viking Air inledde 2018 förberedelser ett projekt att nyproducera vattenbombaren CL-515, en utveckling av Viking CL-415EAF baserad på erfenheterna av konverteringsprogrammet och begärde statligt kanadensiskt utvecklingsstöd för detta.